# آرون لجستر
آرون لجستر (انگلیسی: Aaron Ledgister؛ زادهٔ ۱۹ سپتامبر ۱۹۸۸) بازیکن فوتبال اهل بریتانیا است.
از باشگاه‌هایی که در آن بازی کرده‌است می‌توان به باشگاه فوتبال چیپنهام تاون، باشگاه فوتبال بث سیتی، باشگاه فوتبال چلتنهام تاون، باشگاه فوتبال وستون سوپر مار، باشگاه فوتبال کورشام تاون، باشگاه فوتبال ووستر سیتی، باشگاه فوتبال فروم تاون، و باشگاه فوتبال بریستول سیتی اشاره کرد.